# Pimpinella puberula
Pimpinella puberula là một loài thực vật có hoa trong họ Hoa tán. Loài này được (DC.) Boiss. miêu tả khoa học đầu tiên năm 1844.